# Comuna Trokovîci, Cerneahiv
Trokovîci (în ucraineană Троковицька сільська рада) este o comună în raionul Cerneahiv, regiunea Jîtomîr, Ucraina, formată din satele Nekrași și Trokovîci (reședința).

## Demografie
Componența lingvistică a comunei Trokovîci
     Ucraineană (98,51%)
     Rusă (1,41%)
     Alte limbi (0,04%)
Conform recensământului din 2001, majoritatea populației comunei Trokovîci era vorbitoare de ucraineană (98,51%), existând în minoritate și vorbitori de rusă (1,41%).